# Deutscher Eishockey-Bund
Der Deutsche Eishockey-Bund e. V. (DEB) ist seit seiner Gründung am 16. Juni 1963 der für den Eishockeysport in Deutschland zuständige Verband von Eishockeyvereinen. Bis zum Zeitpunkt der Gründung des DEB war Eishockey eine der Sportarten im Deutschen Eissport-Verband. Statutarischer Sitz ist Füssen, die Geschäftsstelle befindet sich in München.

## Geschichte
Der Eishockeysport in Deutschland wurde ursprünglich vom im Jahr 1888 gegründeten Deutschen Eislaufverband organisiert. Innerhalb des im Jahr 1949 als Nachfolgeverband gegründeten Deutschen Eissport-Verband (DEV) organisierten sich die Eishockeyspieler als Deutsche Eishockey-Vereinigung in Krefeld. Am 16. März 1962 gründeten 18 Vereine, hauptsächlich der Oberliga, den Deutschen Eishockey-Verband als reine Vertretung des Eishockeysports. Präsident des Verbands war Karl Braun vom SC Riessersee. Er löste sich bereits im April 1962 wieder auf, da ein Großteil der Bundesligavereine beim DEV blieben. Die Abspaltung führte aber dazu, dass die einzelnen Sportarten des DEV mehr Eigenständigkeit bekamen.
Auf der Verbandstagung des DEV in Krefeld am 16. Juni 1963 gründeten die sieben damaligen Landeseissportverbände (Baden, Bayern, Berlin, Hamburg, Hessen, Niedersachsen, NRW) und die Vereine der Bundes-, Ober- und Gruppenliga den DEB als eigenen Verband. Auch die weiteren Sportarten im DEV, Eislauf, Eisschnelllauf, Eisstock und Curling gründeten bis 1966 eigene Verbände. Die fünf Fachverbände blieben aber im DEV vereint, bis dieser 2006 aufgelöst wurde.
Mit der Gründung übernahm der Deutsche Eishockey-Bund die Zuständigkeit für den Spielbetrieb der überregionalen Ligen (vor allem der Bundesliga) und die Zuständigkeit für die vorerst westdeutsche Nationalmannschaft. Zusätzlich wurde er zum westdeutschen Vertreter in der Internationalen Eishockey-Föderation. Nach der Wiedervereinigung schlossen sich der DEB sowie der für den Eishockeysport in der Deutschen Demokratischen Republik zuständige Deutschen Eishockey-Verband der DDR am 11. September 1990 als erste Sportverbände der beiden deutschen Staaten zusammen.
Bis 1994 organisierte der Verband die Eishockey-Bundesliga, mit Gründung der DEL ging diese Aufgabe an die eigenständige Betriebsgesellschaft der neuen Profiliga über. 1996 gründete der DEB die Deutsche Inline-Hockey-Liga. Im Jahr 1999 beschloss zudem die DEB-Mitgliederversammlung, die Organisation des überregionalen Spielbetriebs, also der 2. Bundesliga, Oberliga und Regionalliga, an die Eishockeyspielbetriebsgesellschaft (ESBG), an der der Deutsche Eishockey-Bund bis heute ständiger Gesellschafter ist, zu übertragen. Die Regionalliga wurde 2002 aufgelöst. Zur Saison 2010/11 wurde die Organisation der Oberliga zurück in den DEB verlagert, wobei die tatsächliche Spielorganisation für die Oberliga Süd und die Endrunde weiterhin durch die ESBG im Auftrag des DEB durchgeführt wurde. Die Gruppen West, Nord und Ost wurden zumindest teilweise durch Landeseissportverbände durchgeführt.
Mit der am 18. April 2015 verabschiedeten neuen Satzung sind Clubs der Profiligen DEL und der 2013 gegründeten DEL2 wieder Mitglieder des DEB. Der Verband ist ab der Saison 2015/16 wieder alleine für die Austragung der Oberliga zuständig. Außerdem ist der DEB nicht nur für die Nationalmannschaften, sondern auch für die Spitzennachwuchsförderung zuständig.

### Ausrichtung internationaler Turniere
Bislang fünf Mal war der Deutsche Eishockey-Bund bzw. vor 1963 der Deutsche Eissport-Verband Ausrichter einer Eishockey-Weltmeisterschaft. Zum ersten Mal war dies 1955 der Fall. Spielorte waren die nordrhein-westfälischen Städte Dortmund, Düsseldorf, Köln und Krefeld. Weltmeister der A-Gruppe wurde Kanada, vor dem Titelverteidiger, der Sowjetunion. Wegen der hohen Teilnehmerzahl (15 Mannschaften waren neuer Rekord der Nachkriegszeit) wurde neben dem eigentlichen Wettbewerb ein B-Turnier veranstaltet, bei dem außer Konkurrenz noch ein zweites deutsches Team teilnahm. Gewinnen konnte Italien vor Deutschland B. Im Rahmen der WM wurde auch der Europameister ausgespielt. Bestes europäisches Team des Turniers war die UdSSR.
Bei der zweiten Weltmeisterschaft in Deutschland 1975 wurde dann die Sowjetunion zum 14. Mal Weltmeister. Das Turnier in Düsseldorf und München war allerdings nur sehr mäßig besucht. Die deutsche Nationalmannschaft verpasste den Aufstieg in die A-Gruppe nämlich im Jahr zuvor und musste so bei der B-WM in Sapporo/Japan antreten. Der Abstand des Weltmeisters zum Rest des Teilnehmerfelds war so groß, dass die IIHF eine Reform der A-Gruppe beschloss. Ab 1976 waren auch Profispieler zugelassen. Außerdem wurde die A-Gruppe aufgestockt. Deutschland konnte als Zweiter der B-WM deshalb doch aufsteigen.
Bei der fünften Junioren-A-Weltmeisterschaft U-20 1981 in verschiedenen bayrischen Städten (unter anderem Augsburg, Füssen und Oberstdorf) holten sich die Schweden in dieser Altersklasse erstmals den Titel.
Die Eishockey-Weltmeisterschaft 1983 fand in Dortmund, Düsseldorf und München statt. Nach der Vorrunde nahmen die ersten vier Mannschaften an einer Meisterrunde, die letzten vier an einer Abstiegsrunde teil. Die Mannschaften nahmen die Punkte nicht in die Meisterrunde, jedoch in die Abstiegsrunde mit. Damit sollte die Spannung in der Titelfrage gesteigert werden. Deutschland nahm zwar an der Abstiegsrunde teil, gewann diese aber deutlich. Absteigen musste Italien, Weltmeister wurde wieder die UdSSR vor der punktgleichen Tschechoslowakei. Dabei hat die Sowjetunion während der ganzen WM nur einen Punkt abgegeben. Die Tschechoslowakei war während der Vorrunde nicht so stark.
1990 wurde die B-WM der U-20-Junioren in Bad Tölz und Geretsried ausgespielt.
Zehn Jahre nach der letzten wurde erneut eine Eishockey-A-Weltmeisterschaft in Deutschland ausgetragen. Die Spiele wurden in Dortmund und München ausgetragen. Die vier besten Mannschaften der Vorrunden-Gruppen traten in der Endrunde im K.-o.-System gegeneinander an. Am Ende stand Russland als Sieger fest. Im Finale wurde Titelverteidiger Schweden mit 3:1. Nach Play-downs, die ebenfalls im K.-o.-System stattfanden, stand die Schweiz als Absteiger in die B-Gruppe fest. Deutschland belegte nach dem Viertelfinalaus gegen Russland Platz fünf.
Ein Jahr zuvor fand die U-20-Weltmeisterschaft in Füssen und Kaufbeuren statt. 1999 wurde die erste U-18-WM überhaupt in denselben Orten ausgetragen.
Die Eishockey-Weltmeisterschaft 2001 fand wieder in Deutschland statt. Gespielt wurde in Hannover, Köln und Nürnberg. Ab 2001 wurden die verschiedenen Gruppen anders benannt, so wurde aus der A-Gruppe einfach Weltmeisterschaft. Ab diesem Jahr gab es außerdem nicht mehr nur einen, sondern zwei Absteiger und deshalb auch zwei Gruppen der Division I (B-Gruppe). Deutschland erreichte das Viertelfinale, schied dort aber gegen den späteren Finalisten Finnland aus. Diese unterlagen im Finalspiel der tschechischen Mannschaft. Tschechien wurde damit zum dritten Mal in Folge Weltmeister.
Im selben Jahr fand die Division I der Junioren-Weltmeisterschaft 2001 in den bayerischen Orten Füssen und Landsberg am Lech statt. Drei Jahre später fand derselbe Wettbewerb in Berlin statt.
Die Eishockey-WM in Deutschland fand 2010 in Köln und Mannheim statt. Dabei setzte sich der DEB bei der Vergabe 2005 gegen Belarus durch, nachdem Schweden und die Slowakei ihre Kandidatur vor der Abstimmung zurückzogen.
Den 1. Platz belegte die Tschechische Republik, welche sich mit einem 2:1-Sieg gegen Russland durchsetzte. Die DEB-Auswahl erreichte den 4. Platz bei dieser WM, da sie das Spiel um Platz 3 gegen Schweden mit 1:3 verlor.
Die Eishockey-WM 2017 wurde in Köln und Paris ausgetragen und stand unter dem Motto „together for 2017“.

## Mitglieder
Mitglieder sind
- die Clubs der DEL und der DEL2,
- die Vereine, die am Spielbetrieb der Oberliga, der Frauenbundesliga, der DNL oder einer anderen vom DEB ausgerichteten Spielklasse angehören,
- die 16 Landeseissportverbände (LEV).

### Landesverbände
Dem DEB gehören heute 16 Landesverbände (LEV) an, in allen Bundesländern außer Brandenburg. Diese sind meist neben dem Eishockey auch für andere Eissportarten, zum Teil auch für Rollsport verantwortlich. Nur in Nordrhein-Westfalen und Hessen bestehen seit 2016 bzw. 2019 eigene Eishockeyverbände. Der Eissportverband Brandenburg ist nicht Mitglied im DEB. Die Eishockeyabteilungen der LEV Niedersachsen, Hamburg, Bremen, Schleswig-Holstein und Mecklenburg-Vorpommern koordinieren ihre Aktivitäten im sogenannten Nordverbund. Der Teilbereich Eishockey des Saarländischen ERV ist seit vielen Jahren organisatorisch dem Rheinland-Pfälzischen ERV angeschlossen, wobei im Saarland derzeit kein Verein mit aktiver Eishockeyabteilung existiert.
Die LEV organisieren den Spielbetrieb unterhalb der DEB-Ligen, bei den Senioren ist dies der Spielbetrieb ab der vierten Spielklasse (Regionalliga), beim Nachwuchs unterhalb der Bundesliga bzw. der deutschen Nachwuchsligen und bei den Frauen die Ligen unterhalb der Bundesliga.
- Bayerischer Eissport-Verband (ca. 120 Vereine)[12]
- Berliner Eissport-Verband (11 Vereine)[13]
- Bremer Eis- und Rollsport-Verband
- Eissport-Verband Baden-Württemberg (17 Vereine)[14]
- Eishockeyverband Nordrhein-Westfalen (38 Vereine)[15]
- Landeseissportverband Nordrhein-Westfalen (keine Vereine)[16]
- Hamburger Eis- und Rollsport-Verband (6 Vereine)[17]
- Eishockeyverband Hessen (13 Vereine)[18]
- Landeseissport-Verband Mecklenburg-Vorpommern (6 Vereine)[19]
- Landeseissport-Verband Sachsen-Anhalt[20]
- Landeseissportverband Schleswig-Holstein (1 Verein)[21]
- Niedersächsischer Eissport-Verband (10 Vereine)[22]
- Rheinland-Pfälzischer Eis- und Rollsport-Verband (8 Vereine)[23]
- Saarländischer Eis- und Rollsport-Verband (kein Verein)[24]
- Sächsischer Eissportverband[25]
- Thüringer Eis- und Rollsportverband (8 Vereine)[26]

## Organisation

### Mitgliederversammlung
Die Mitgliederversammlung wirkt als oberstes Organ des Verbandes. Sie besteht aus den Vertretern der Mitglieder. Die Clubs der DEL haben ein Drittel der Stimmen, die Clubs der DEL2 ein Sechstel, die Landeseissport- bzw. Landeseishockeyverbände ein Drittel der Stimmen und die weitere Mitglieder ein Sechstel der Stimmen.

### Präsidium/Vorstand
| Zeitraum  | Präsident                                             | Vizepräsident(en)                                       |
| --------- | ----------------------------------------------------- | ------------------------------------------------------- |
| 1963–1964 | Ludwig Zametzer und Günther Sabetzki gleichberechtigt | Ludwig Zametzer und Günther Sabetzki gleichberechtigt   |
| 1964–1984 | Otto Wanner                                           | Günther Sabetzki                                        |
| 1984–1988 | Otto Wanner                                           | Ernst Eichler                                           |
| 1988–1991 | Otto Wanner                                           | Rudolf Gandorfer                                        |
| 1991–1992 | Otto Wanner                                           | Heinz Landen                                            |
| 1992–1995 | Ulf Jäkel                                             | Heinz Landen                                            |
| 1993–1995 | Ulf Jäkel                                             | Wolfgang Bonenkamp                                      |
| 1995–2002 | Rainer Gossmann                                       | Rudolf Schnabel                                         |
| 2002–2003 | Hans-Ulrich Esken                                     | Uwe Harnos, Bodo Lauterjung, Jochen Haselbacher         |
| 2003–2008 | Hans-Ulrich Esken                                     | Uwe Harnos, Bodo Lauterjung, Wolfgang Brück             |
| 2008–2010 | Uwe Harnos                                            | Erich Kühnhackl, Bodo Lauterjung, Wolfgang Brück        |
| 2010–2014 | Uwe Harnos                                            | Erich Kühnhackl, Manuel Hüttl, Raymund Schneeweis       |
| 2014–2022 | Franz Reindl                                          | Daniel Hopp, Berthold Wipfler, Marc Hindelang           |
| 2022–2024 | Peter Merten                                          | Hauke Hasselbring, Andreas Niederberger, Marc Hindelang |
| 2024–2025 | Peter Merten                                          | Hauke Hasselbring, Lutz Michel, Marc Hindelang          |

Im Rahmen einer Strukturreform des Deutschen Eishockey-Bunds wurde im Sommer 2025 die Position eines Vorstandsvorsitzenden geschaffen. Dieser wird vom Präsidium, das nun als Aufsichtsrat fungiert, berufen.

### Vorstand
| Zeitraum | Vorstandsvorsitzender | Vorstandsmitglied(er)            |
| -------- | --------------------- | -------------------------------- |
| 2025–    | Frank H. Lutz         | Christian Künast (Sportvorstand) |

### Weitere Funktionäre
Generalsekretäre
- 2004–2014: Franz Reindl (Garmisch-Partenkirchen)
- 2014–2017: Michael Pfuhl (Mering)
- 2017–2018: Michael Grosz
- 2018–2021: Michael Pfuhl (Mering)
- seit 2021: Claus Gröbner

Sportdirektoren
- 1970–1986: Roman Neumayer (Olching)
- 1986–1992: Helmut Bauer (Garmisch-Partenkirchen)
- 1992–2011: Franz Reindl (Garmisch-Partenkirchen)
- 2012–2013: Pat Cortina
- 2014–2015: Ernst Höfner
- 2017–2020: Stefan Schaidnagel
- 2020–2025: Christian Künast

Technische Direktoren
- bis 1993: Fritz Brechenmacher (München)
- 2003–2014: Michael Pfuhl (Mering)
- seit 2017: Michael Pfuhl (Mering)

General Manager
- 1996–2014: Franz Reindl (Garmisch-Partenkirchen)
- 2015–2018: Marco Sturm

Teammanager (A-Nationalmannschaft)
- bis 2002: Eckardt Schindler (Neufahrn)
- 2002–2004: Marco Stichnoth (Hannover)
- 2004–2008: Carlos Vogel (München)
- 2008–?: Klaus Merk (Augsburg)
- seit 2018: Horst Fuchs (Ingolstadt)

## Nationalmannschaften

### Aktuelle Trainer der A-Nationalmannschaft (Männer)
- Harold Kreis (Trainer)
- Alexander Sulzer (Assistenztrainer)

### Aktuelle Trainer der A-Nationalmannschaft (Frauen)
- Thomas Schädler (Trainer)
- Norbert Weber (Co-Trainer)

### Maskottchen
Seit November 2006 ist „Urmel auf dem Eis“ das offizielle Maskottchen des DEB und seiner deutschen Nationalmannschaften. Er trägt die Rückennummer (20)10 (Jahr der letzten Eishockey-WM in Deutschland) und spielte laut seiner Fanpage als Stürmer beim „EHC Titiwu“ und beim EHC „Augsburger Puppenkiste“.